# The Acoustic Things
| Recensione | Giudizio |
| ---------- | -------- |
| All Music  | [ 1 ]    |

The Acoustic Things è il quarto EP del gruppo musicale statunitense State Champs. L'album è stato pubblicato il 7 ottobre 2014 dalla Pure Noise Records.
L'album presenta sette tracce acustiche: due canzoni inedite e cinque reinterpretazioni di brani precedentemente pubblicati in The Finer Things.

## Tracce
Testi e musiche di State Champs, eccetto dove indicato.
1. Elevated (acoustic) – 3:49
2. Deadly Conversation (acoustic) – 3:10
3. Hard to Please (acoustic) – 3:23
4. Simple Existence (acoustic) – 3:55
5. Easy Enough (acoustic) – 3:24
6. Leave You in the Dark – 3:24 (Derek DiScanio)
7. If I'm Lucky – 3:41 (Derek DiScanio)

Durata totale: 24:46

## Formazione
Formazione come da libretto.
State Champs
- Derek DiScanio – voce
- Tyler Szalkowski – chitarra
- Tony Diaz – chitarra
- Evan Ambrosio – batteria, percussioni

Produzione
- State Champs – produzione
- Gabe Solomon – produzione, registrazione e mixaggio
- Josh Swagler – produzione, registrazione e mixaggio
- Derek DiScanio – registrazione (tracce 6 e 7)
- Paul Levitt – mastering
- Dan King – design e layout

## Classifiche
| Classifica (2014) | Posizione massima |
| ----------------- | ----------------- |
| Stati Uniti       | 112               |